# Nhân cách hóa

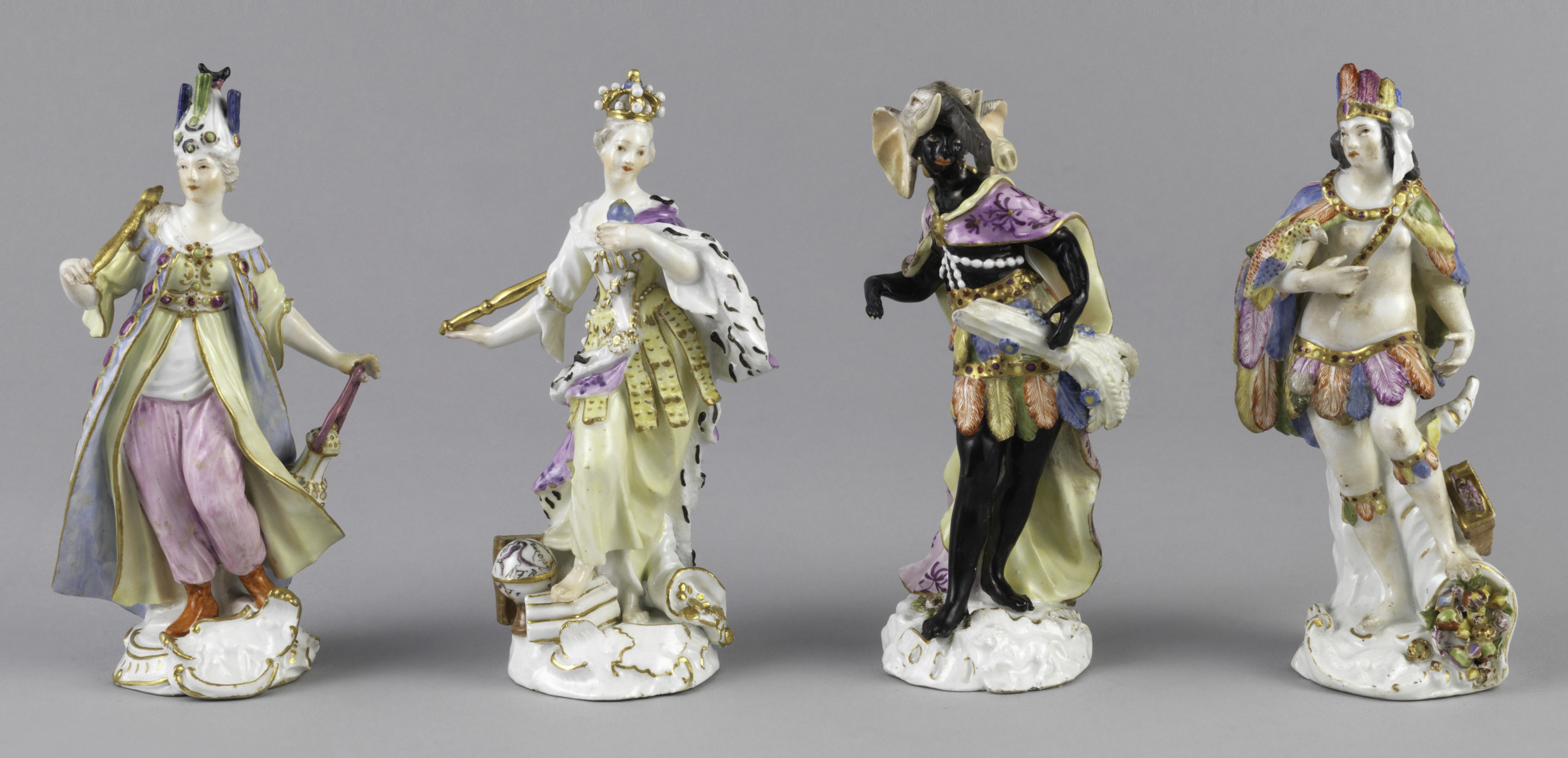
Bộ tượng sứ nhân cách hóa của bốn lục địa, Đức, c. 1775, từ trái: Châu Á, Châu Âu, Châu Phi, Châu Mỹ. Bộ sưu tập từng của James Hazen Hyde trước đây. Trong số này, Châu Phi đã giữ lại các thuộc tính cổ điển của mình.

Nhân cách hóa xảy ra khi một sự vật hoặc sự trừu tượng được thể hiện như một người, trong văn học hoặc nghệ thuật, như một phép ẩn dụ nhân học. Kiểu nhân cách hóa được thảo luận ở đây không bao gồm việc truyền các hiệu ứng văn học như "Bóng tối đang nín thở", và bao gồm các trường hợp nhân cách hóa xuất hiện như một nhân vật trong văn học, hoặc một hình người trong nghệ thuật. Thuật ngữ kỹ thuật cho việc này, từ thời Hy Lạp cổ đại, là prosopopoeia. Trong nghệ thuật nhiều thứ thường được nhân cách hóa. Chúng bao gồm nhiều loại địa điểm, đặc biệt là thành phố, quốc gia và bốn lục địa, các yếu tố của thế giới tự nhiên như tháng hoặc Bốn mùa, Bốn yếu tố, Bốn ngọn gió, Năm giác quan, và trừu tượng như đức tính, đặc biệt là bốn đức hạnh và tội lỗi, chín Muse, hoặc cái chết. 

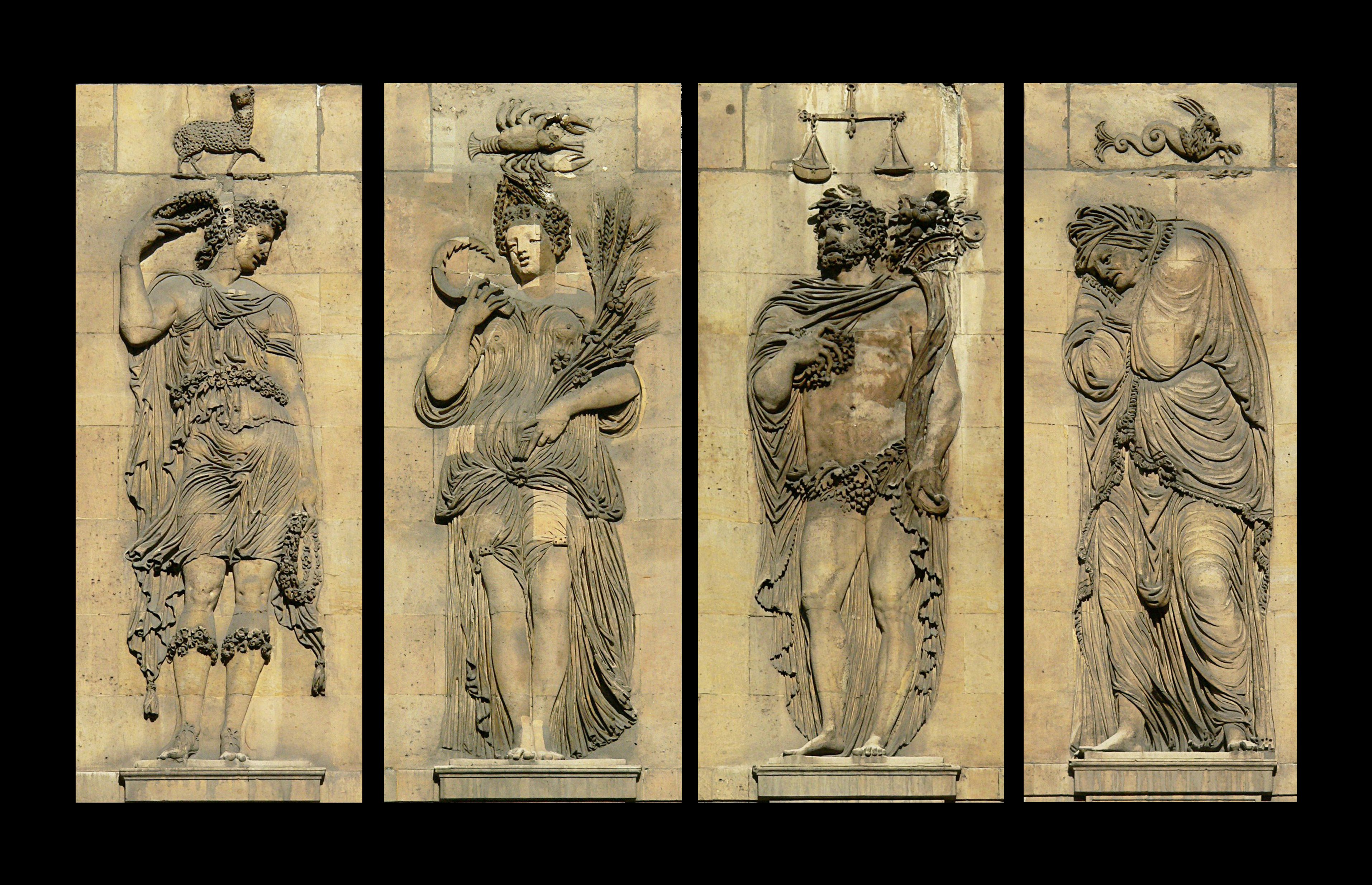
Jean Goujon, Bốn mùa, phù điêu trên khách sạn Carnavalet, Paris, c. 1550

Trong nhiều tôn giáo đầu tiên đa thần, các vị thần có yếu tố nhân cách hóa mạnh mẽ, được đề xuất với các mô tả như "thần của". Trong tôn giáo Hy Lạp cổ đại, và tôn giáo La Mã cổ đại có liên quan, điều này có lẽ đặc biệt mạnh mẽ, đặc biệt là trong các vị thần nhỏ. Nhiều vị thần như vậy, chẳng hạn như các tyche hoặc các vị thần gia giáo cho các thành phố lớn, đã sống sót sau khi Kitô giáo xuất hiện, giờ đây là sự nhân cách hóa mang tính biểu tượng bị tước đi ý nghĩa tôn giáo. Một ngoại lệ là nữ thần chiến thắng có cánh, Victoria / Nike, mà đã phát triển thành hình ảnh của thiên thần Kitô giáo.
Nói chung, nhân cách hóa thiếu nhiều trong cách kể chuyện thần thoại, mặc dù thần thoại cổ điển ít nhất đã cho nhiều người trong số họ là cha mẹ trong số các vị thần chính Olympia. Hình tượng của một số nhân cách hóa "duy trì một mức độ liên tục đáng chú ý từ cuối thời cổ đại cho đến thế kỷ 18". Nhân cách hóa nữ có xu hướng vượt trội so với nam giới, ít nhất là cho đến khi nhân cách hóa quốc gia hiện đại, nhiều thần trong số đó là nam giới. 

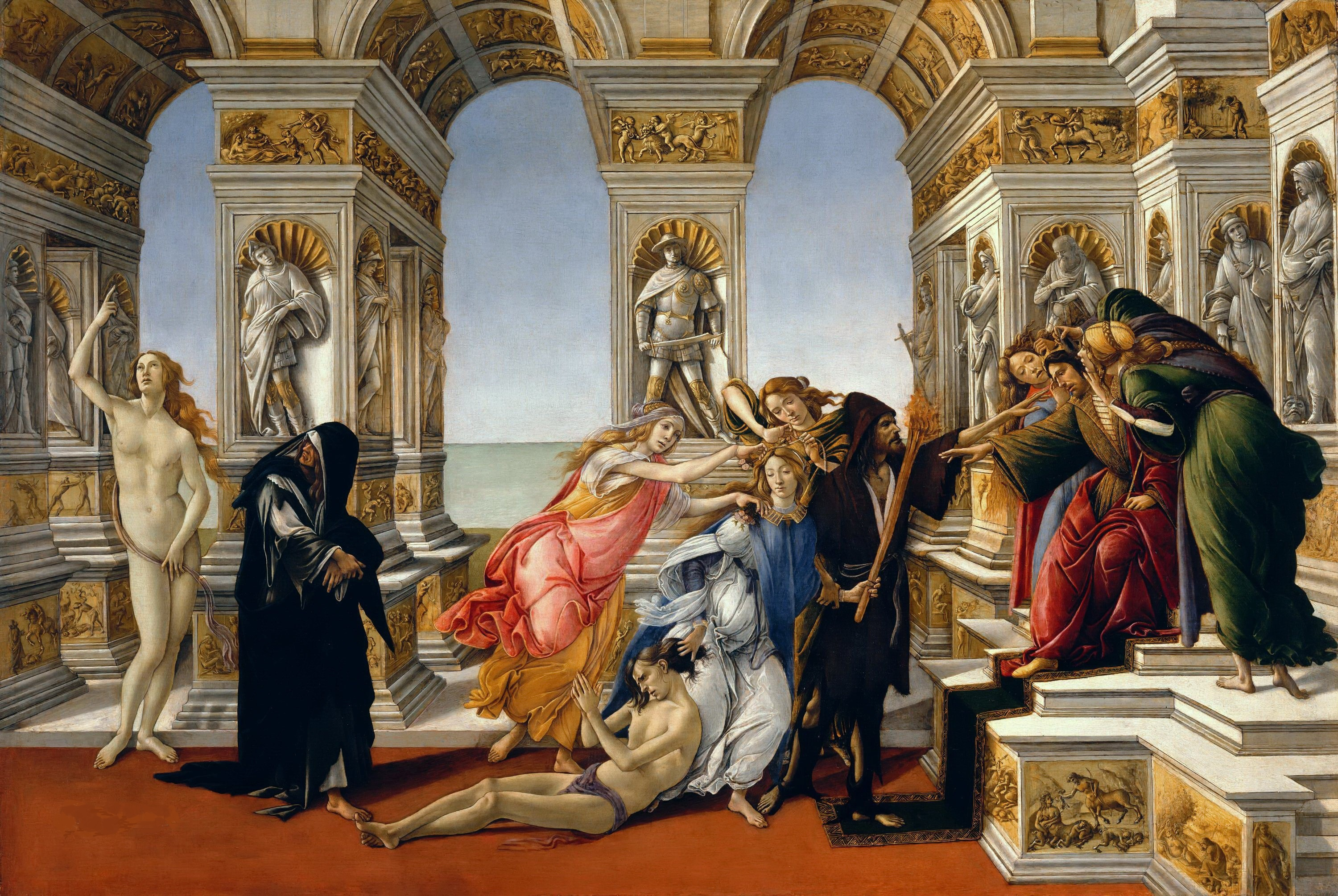
Sandro Botticelli, Calumny of Apelles (c. 1494 Vỏ95), với 8 nhân vật nhân cách hóa: (từ trái) Hope, Repentance, Perfidy, innocent victim, Calumny, Fraud, Rancour, Ignorance, the king, Suspicion.

Nhân cách hóa là những yếu tố rất phổ biến trong truyện ngụ ngôn, và các nhà sử học và lý thuyết về nhân cách hóa phàn nàn rằng hai người đã quá thường xuyên nhầm lẫn, hoặc thảo luận về họ bị chi phối bởi ngụ ngôn. Những hình ảnh cá nhân hóa có xu hướng được đặt tiêu đề là một "câu chuyện ngụ ngôn", được cho là không chính xác. Vào cuối thế kỷ 20, việc nhân cách hóa dường như không còn hợp thời, nhưng các nhân vật siêu anh hùng nửa nhân cách của nhiều sách truyện tranh đã đến thế kỷ 21 để thống trị điện ảnh nổi tiếng trong một số thương hiệu phim siêu anh hùng.